# Rorschwihr
Rorschwihr är en kommun i departementet Haut-Rhin i regionen Grand Est (tidigare regionen Alsace) i nordöstra Frankrike. Kommunen ligger i kantonen Ribeauvillé som tillhör arrondissementet Ribeauvillé. År 2022 hade Rorschwihr 366 invånare.

## Befolkningsutveckling
Antalet invånare i kommunen Rorschwihr
| Referens: INSEE |